# 桜村 (茨城県)
桜村（さくらむら）は、茨城県新治郡にあった村である。現在のつくば市東部に相当する。
元々は純農村だったが、筑波研究学園都市が建設され、その中核地域となり、人口が急増した。合併する直前の人口は41,682人で、日本で最も人口の多い村だった。

## 歴史
- 1955年（昭和30年）7月22日 - 新治郡栄村・栗原村・九重村が新設合併し発足。
- 1955年（昭和30年）12月 - 大字土器屋が大字栄に改称。
- 1970年（昭和45年）- 土浦市との間で境界変更。
- 1977年（昭和52年）- 谷田部町との間で境界変更。
- 1978年（昭和53年）- 谷田部町との間で境界変更。
- 1987年（昭和62年）11月30日 - 筑波郡谷田部町・豊里町・大穂町と新設合併してつくば市が発足。同日桜村廃止。

## 村名の由来
合併前の栄村の「さ」、九重（ここのえ）村の九から「く」、栗原（くりはら）村の「ら」から一文字ずつ取って桜村となった。

## 村長
- 倉田弘：1983年 - 1987年

## 交通
現在は首都圏新都市鉄道つくばエクスプレスが旧村域を通るが、当時は未開業。

### 道路
高速国道
- 常磐自動車道
  - 桜土浦インターチェンジ - 土浦市との境界に設置されている。

一般国道
- 国道408号

主要地方道
- 茨城県道19号取手筑波線
- 茨城県道24号土浦境線
- 茨城県道53号豊里千代田線
- 茨城県道55号土浦筑波線

一般県道
- 茨城県道128号土浦大曽根線
- 茨城県道133号赤浜谷田部線
- 茨城県道200号藤沢豊里線
- 茨城県道213号長高野北条線